# 豊川稲荷駅
豊川稲荷駅（とよかわいなりえき）は、愛知県豊川市豊川町仁保通にある、名古屋鉄道豊川線の駅である。駅番号はTK04。
豊川線の終点。東海旅客鉄道（JR東海）飯田線の豊川駅と隣接していて、名鉄の駅では最も東に位置する。

## 歴史
- 1954年（昭和29年）12月25日 - 新豊川駅（しんとよかわえき）として開業。
- 1955年（昭和30年）5月1日 - 豊川稲荷駅に改称。
- 1961年（昭和36年） - 2番線のホーム編成長を5両から6両に延伸[1]。
- 1984年（昭和59年）12月26日 - 1番線のホーム編成長を4両から6両に延伸[1][2]。
- 1987年（昭和62年）5月 - 自動改札機設置[3]。
- 2005年（平成17年）12月14日 - トランパス導入。これにより終日有人化。
- 2011年（平成23年）2月11日 - ICカード乗車券「manaca」供用開始。
- 2012年（平成24年）2月29日 - トランパス供用終了。
- 2020年（令和2年）
  - 2月8日 - 駅舎建て替え工事のため仮設駅舎へ移行。
  - 8月8日 - 新駅舎の供用を開始[4]。
- 2024年（令和6年）4月13日 - 終日無人化[5]。

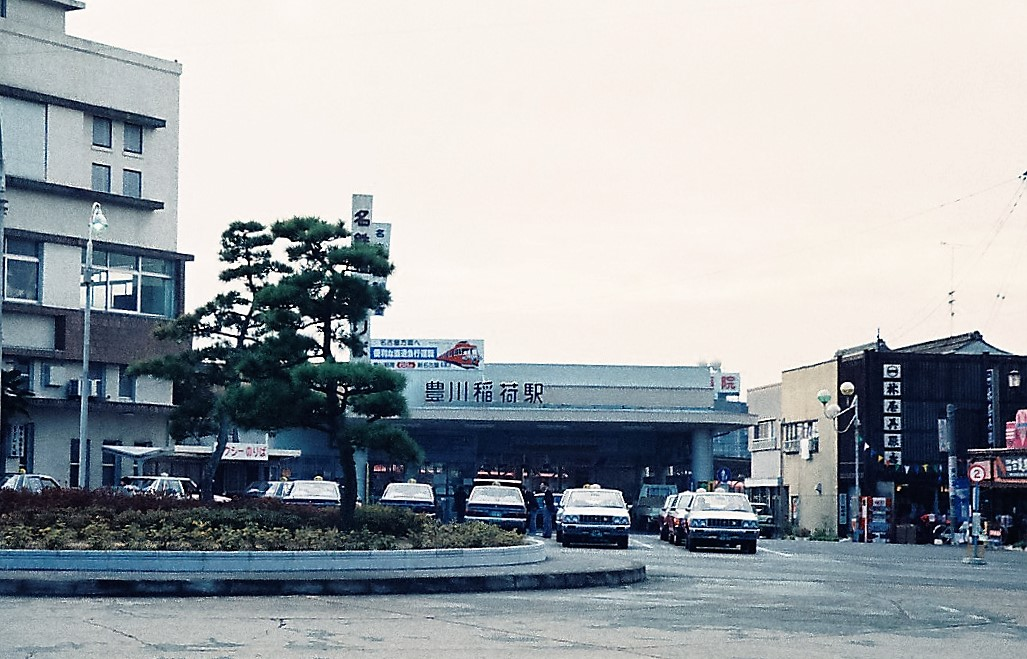
旧駅舎（1989年）
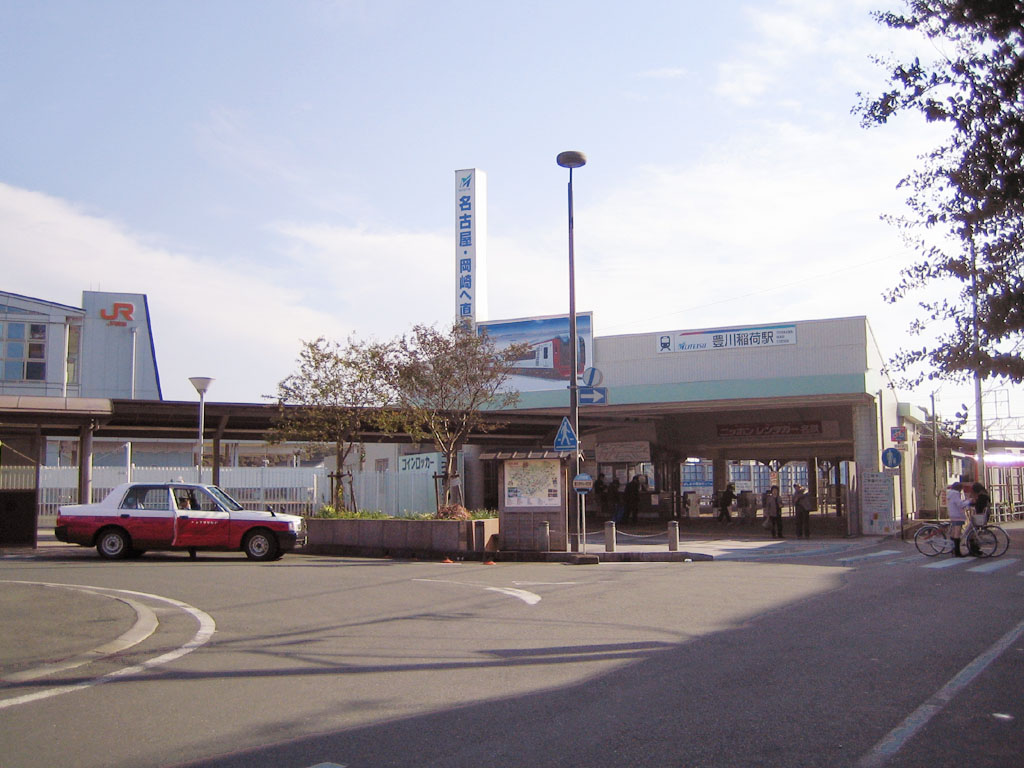
旧駅舎（2005年）

## 駅構造
頭端式ホーム1面2線を有する地上駅。自動改札機が3台・自動券売機が1台設置されている。。旧駅舎が老朽化のため、2020年に建て替えられ、8月8日に新駅舎の使用を開始した。初詣期などの混雑時に備えて、臨時改札も残されていたが、新駅舎でも引き続き設置されることになった。改札側から見て、右側が1番線である。
現在の駅舎は名鉄不動産による設計、小原建設による施工で、2階は駅係員の宿舎になっている。隣接する豊川駅駅舎の形状にあわせた曲線的な外観が特徴である。
かつて1番線は4両編成しか対応できなかった。その後1番線は6両対応可能に延伸された。
駅集中管理システムを導入した無人駅である（国府駅管理）。かつては終日駅員が配置されていた。トランパス導入前は一部時間帯は無人だったが、また、車両と乗務員の夜間滞泊も行われるようになっていた。ミューチケットは窓口のほか、自動券売機でも発売していた。当駅の無人化により、豊川線の有人駅は国府駅のみとなった。
列車案内はLED式。2017年度末に設置された。同時に、詳細型の自動放送も稼働した。
ホーム上屋部材には隣駅の稲荷口駅とともに、1897年カーネギー鉄鋼会社製のレールが使用されている。

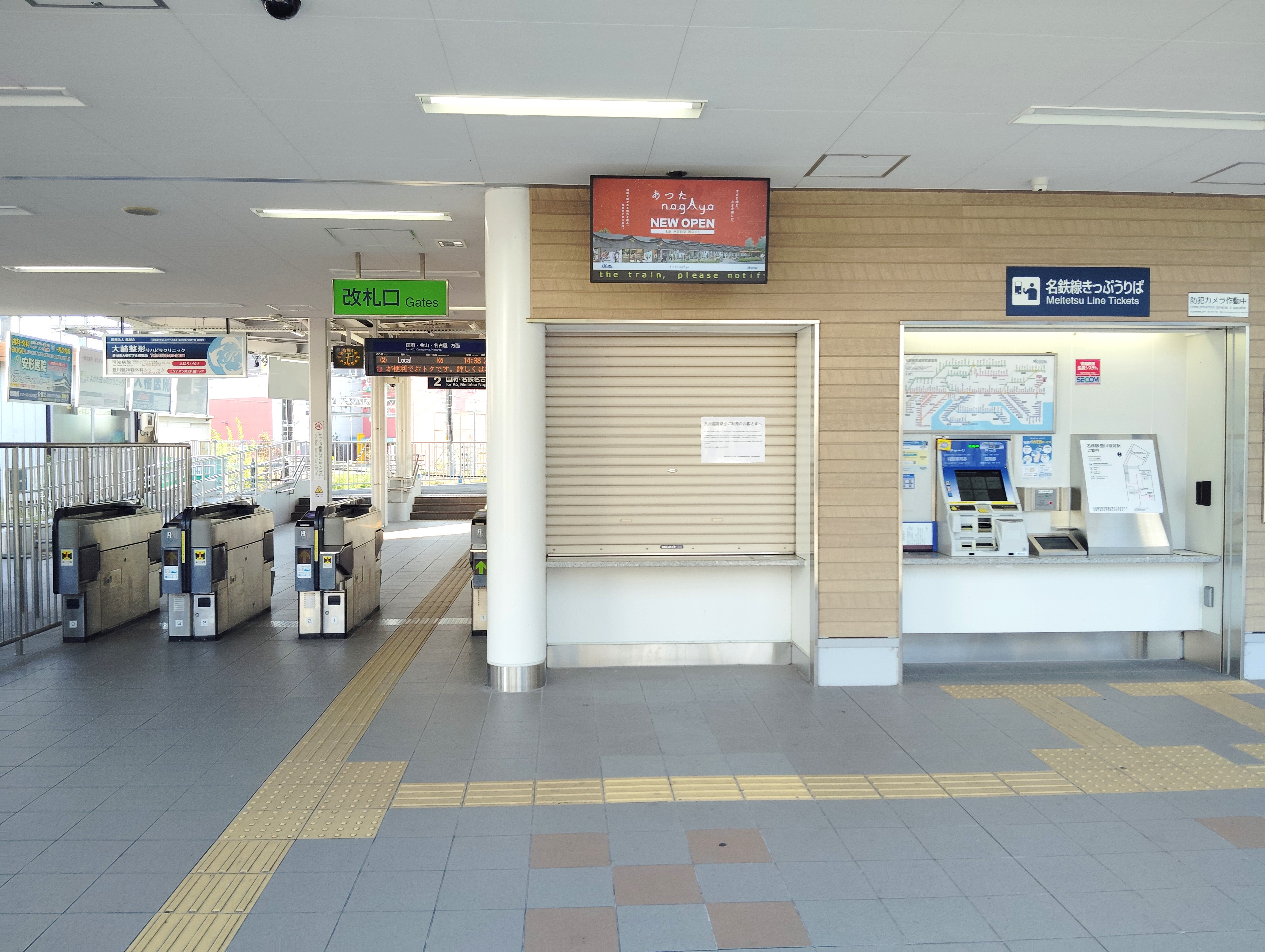
改札口
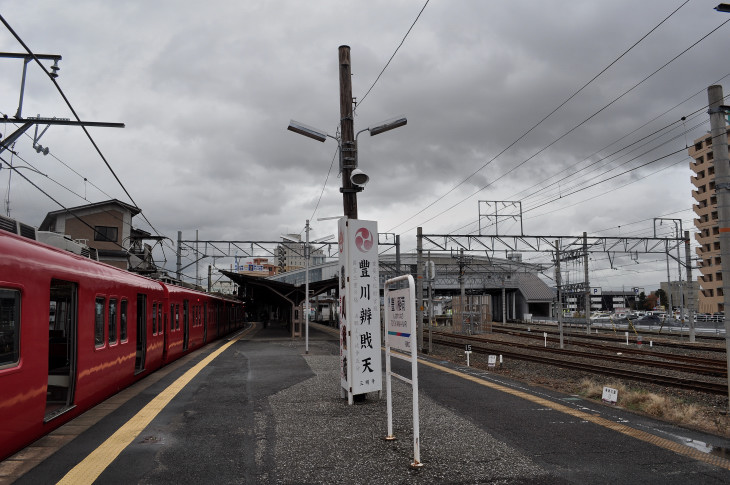
ホーム（2011年12月）
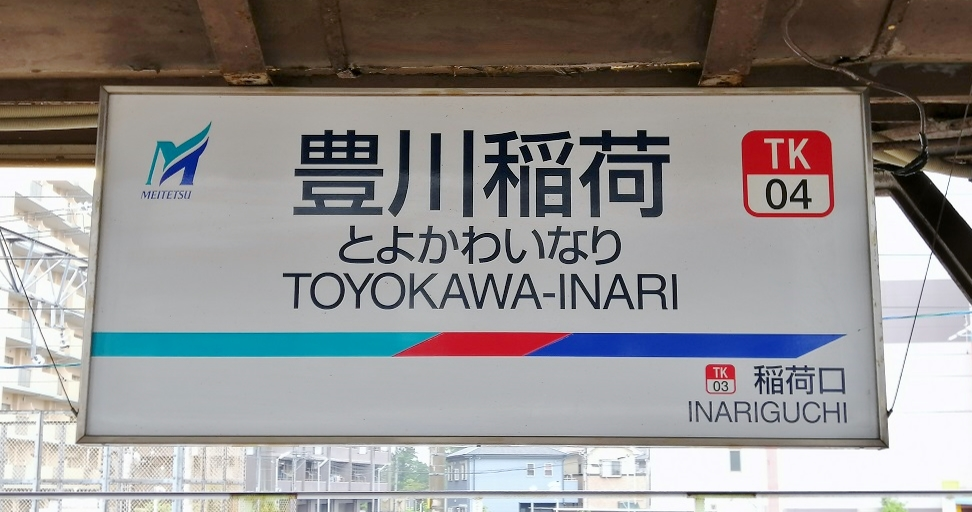
駅名標

### のりば
| 番線 | 路線      | 行先                         |
| ---- | --------- | ---------------------------- |
| 1・2 | TK 豊川線 | 国府・東岡崎・名鉄名古屋方面 |

### 配線図
| ← 新城方面 | 豊川稲荷駅・豊川駅 構内配線略図    | → 豊橋方面 |
|            | ↓ 日本車輌製造豊川製作所 ↓国府方面 |            |
| 凡例 出典: |                                    |            |

JR豊川駅との間に連絡線は設けられていない。このため同駅を経由する名鉄線向け(日本車輌製造豊川製作所発)の甲種輸送列車は、豊川駅 - （飯田線） - 豊橋駅 - （東海道本線） -  笠寺駅 - （名古屋臨海鉄道東港線） - 東港駅 - （名古屋臨海鉄道東築線平面交差経由） -  名電築港駅 - （名鉄築港線引込線） - 東名古屋港駅 - （名鉄築港線平面交差経由） - 大江駅のルートで運転される。

## 利用状況
- 『移動等円滑化取組報告書』によると、2019年度の1日平均乗降人員は5,270人である[統計 1]。
- 『名鉄120年：近20年のあゆみ』によると2013年度当時の1日平均乗降人員は5,361人であり、この値は名鉄全駅（275駅）中77位、 豊川線（5駅）中2位であった[統計 2]。
- 『名古屋鉄道百年史』によると1992年度当時の1日平均乗降人員は5,961人であり、この値は岐阜市内線・田神線・美濃町線徹明町駅 - 琴塚駅間を除く名鉄全駅（342駅）中72位、 豊川線（5駅）中2位であった[統計 3]。
- 『愛知県統計年鑑』、『豊川市の統計』各号によると、一日平均乗車人員の推移は以下の通りである。
  - 1970年度以前の定期利用者数は千人単位からの概算値。

| 年度     | 総数  | 定期  | 出典        |
| -------- | ----- | ----- | ----------- |
| 1966年度 | 2,700 | 1,731 | [ 統計 4 ]  |
| 1967年度 | 2,610 | 1,706 | [ 統計 4 ]  |
| 1968年度 | 2,610 | 1,642 | [ 統計 4 ]  |
| 1969年度 | 2,650 | 1,669 | [ 統計 4 ]  |
| 1970年度 | 2,620 | 1,603 | [ 統計 4 ]  |
| …        |       |       |             |
| 1978年度 | 3,483 | 1,775 | [ 統計 5 ]  |
| 1979年度 | 3,478 | 1,768 | [ 統計 6 ]  |
| 1980年度 | 3,585 | 1,815 | [ 統計 7 ]  |
| 1981年度 | 3,508 | 1,772 | [ 統計 8 ]  |
| 1982年度 | 3,523 | 1,768 | [ 統計 9 ]  |
| 1983年度 | 3,402 | 1,715 | [ 統計 10 ] |
| 1984年度 | 3,256 | 1,661 | [ 統計 11 ] |
| 1985年度 | 3,142 | 1,579 | [ 統計 12 ] |
| 1986年度 | 3,009 | 1,516 | [ 統計 13 ] |
| 1987年度 | 2,946 | 1,513 | [ 統計 14 ] |
| 1988年度 | 2,893 | 1,525 | [ 統計 15 ] |
| 1989年度 | 2,955 | 1,589 | [ 統計 16 ] |
| 1990年度 | 2,986 | 1,621 | [ 統計 17 ] |
| 1991年度 | 3,037 | 1,647 | [ 統計 18 ] |
| 1992年度 | 2,970 | 1,579 | [ 統計 19 ] |
| 1993年度 | 3,036 | 1,600 | [ 統計 20 ] |
| 1994年度 | 3,076 | 1,639 | [ 統計 21 ] |
| 1995年度 | 3,072 | 1,639 | [ 統計 22 ] |
| 1996年度 | 3,070 | 1,592 | [ 統計 23 ] |
| 1997年度 | 3,057 | 1,541 | [ 統計 24 ] |
| 1998年度 | 3,028 | 1,551 | [ 統計 25 ] |
| 1999年度 | 2,967 | 1,543 | [ 統計 26 ] |
| 2000年度 | 2885  | 1495  | [ 統計 26 ] |
| 2001年度 | 2,879 | 1,475 | [ 統計 26 ] |
| 2002年度 | 2,915 | 1,546 | [ 統計 26 ] |
| 2003年度 | 2,833 | 1,552 | [ 統計 26 ] |
| 2004年度 | 2,722 | 1,578 | [ 統計 27 ] |
| 2005年度 | 2,288 | 1,609 | [ 統計 28 ] |
| 2006年度 | 2,305 | 1,620 | [ 統計 28 ] |
| 2007年度 | 2,305 | 1,602 | [ 統計 28 ] |
| 2008年度 | 2,317 | 1,640 | [ 統計 28 ] |
| 2009年度 | 2,264 | 1,617 | [ 統計 28 ] |
| 2010年度 | 2,265 | 1,625 | [ 統計 28 ] |
| 2011年度 | 2,298 | 1,657 | [ 統計 29 ] |
| 2012年度 | 2,416 | 1,782 | [ 統計 29 ] |
| 2013年度 | 2,675 | 1,939 | [ 統計 29 ] |
| 2014年度 | 2,485 | 1,845 | [ 統計 29 ] |
| 2015年度 | 2,525 | 1,874 | [ 統計 29 ] |
| 2016年度 | 2,527 |       | [ 統計 30 ] |
| 2017年度 | 2,592 |       | [ 統計 30 ] |
| 2018年度 | 2,615 |       | [ 統計 30 ] |
| 2019年度 | 2,610 |       | [ 統計 30 ] |
| 2020年度 | 1,894 |       | [ 統計 30 ] |

## 駅周辺

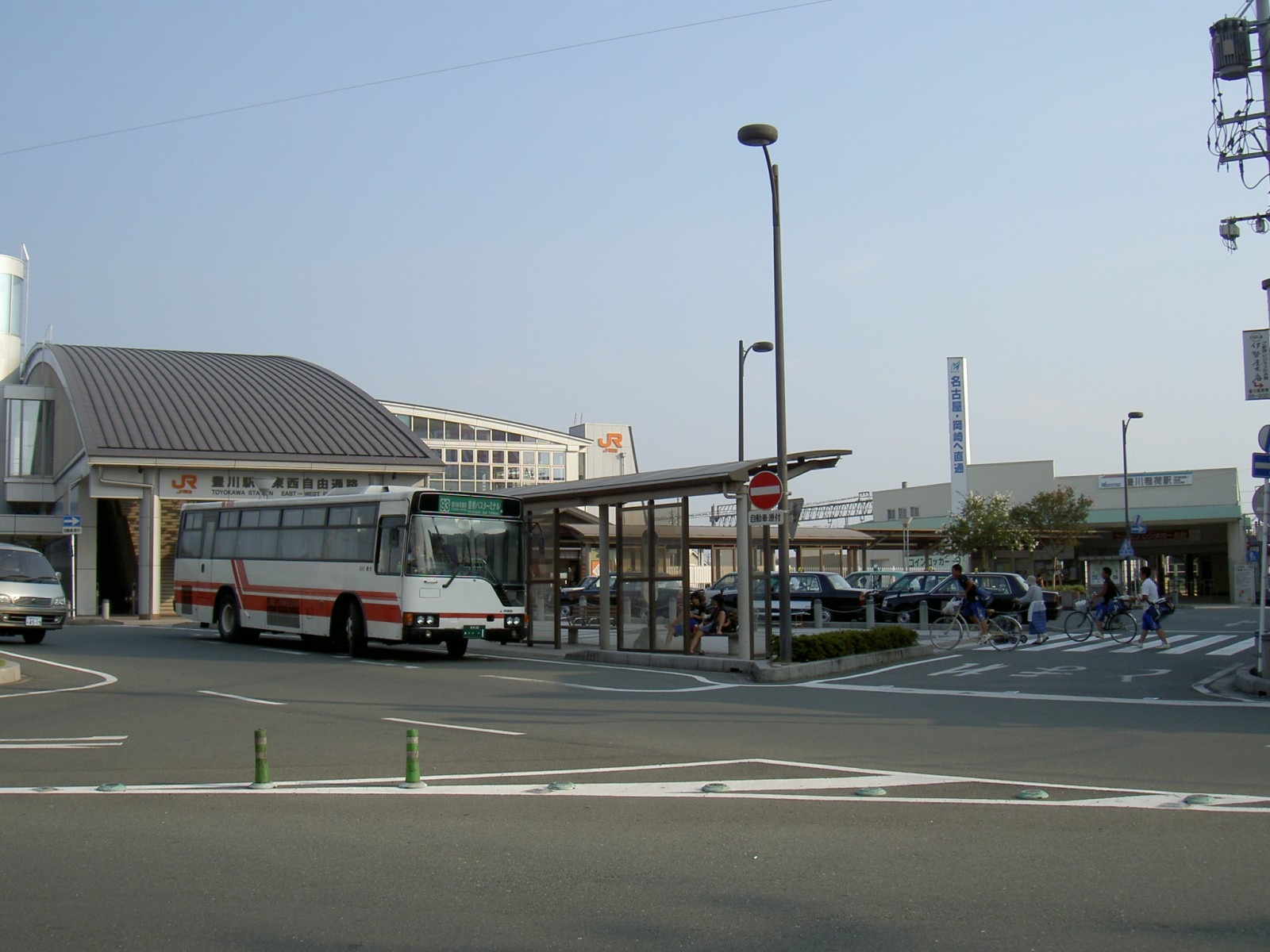
豊川駅と豊川稲荷駅（2005年）

- 豊川稲荷
- JR東海飯田線：豊川駅
- 豊川市観光案内所
- 三明寺
- 三明公園
- 豊川商工会議所
- 豊川進雄神社
- 豊川高等学校
- 豊川市立東部中学校
- 豊川市立豊川小学校
- 国道151号
- 国道362号
- 愛知県道31号東三河環状線（駅前通）
- 愛知県道5号国府馬場線（姫街道、中央通）
- ピアゴ豊川店
- イオン豊川店
- ホテルクラウンヒルズ豊川駅前
- 稲荷公園

## バス路線
西口に豊川駅前バス停が、東口に豊川駅東口バス停が設置されている。以下の豊鉄バスおよび豊川市コミュニティバスの路線が発着する。
豊川駅前
- 豊鉄バス
  - 豊川線（1番のりば）
  - 新豊線（豊橋方面は1番のりば、新城方面は2番のりば）
  - 新宿・豊橋線 （関東バスと共同運行）
- 豊川市コミュニティバス
  - 豊川国府線
  - 千両三上線
  - 一宮線

豊川駅東口
- 豊鉄バス豊橋京都線
- 豊川市コミュニティバス 千両三上線

## 隣の駅
名古屋鉄道
TK 豊川線
□快速特急・■特急・■急行・■準急・■普通
稲荷口駅（TK03） - 豊川稲荷駅（TK04）